# UTC+7

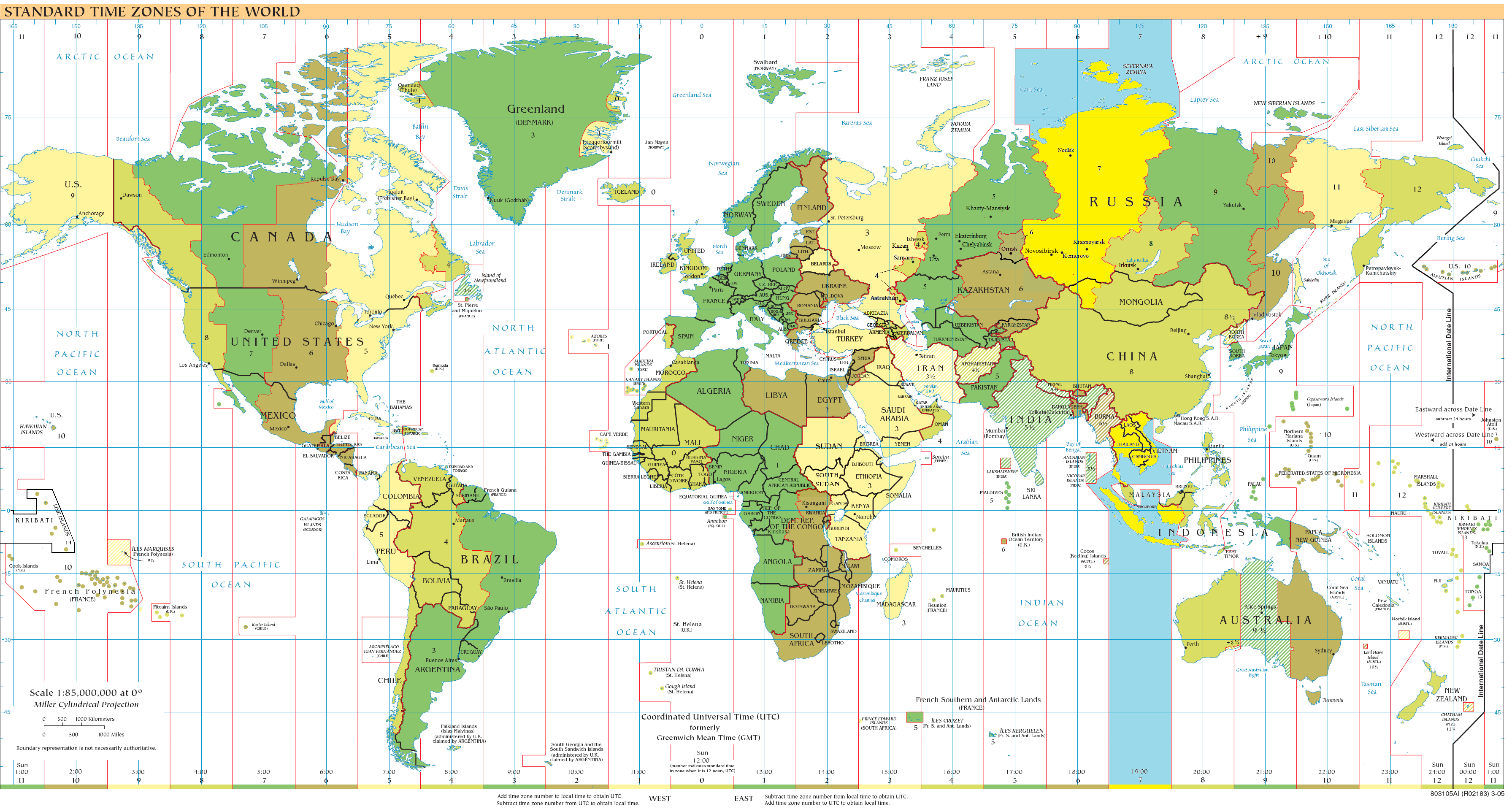
UTC+7: 濃黄-通年適用、水色-海域

UTC+7とは、協定世界時を7時間進ませた標準時である。

## 該当地域
| 国・地域       | 部分                     | 標準時               | 略称 |
| -------------- | ------------------------ | -------------------- | ---- |
| ロシア         | クラスノヤルスク地方など | クラスノヤルスク時間 | KRAT |
| モンゴル       | 西端部                   | ホブド時間           | HOVT |
| カンボジア     | 全域                     | インドシナ時間       | ICT  |
| タイ           | 全域                     | インドシナ時間       | ICT  |
| ベトナム       | 全域                     | インドシナ時間       | ICT  |
| ラオス         | 全域                     | インドシナ時間       | ICT  |
| インドネシア   | スマトラ島など           | 西部標準時           | WIB  |
| オーストラリア | クリスマス島             | クリスマス島時間     | CXT  |
| 南極           | デービス基地             |                      |      |

## 歴史
マレーシアのマレー半島部で1905年から1932年まで使用された。
ウズベキスタン東部でかつて夏時間として用いられていた（タシケント夏時間）。1991年以降用いられなくなった。
バングラデシュで2009年6月19日に夏時間 UTC+7 を導入したことがある。2010年1月1日に UTC+6 に戻ったが、この年以降、夏時間の継続は見送られた。
ロシアではかつてクラスノヤルスク時間（冬期）とオムスク夏時間において+7 が用いられていたが、2011年3月27日よりクラスノヤルスク時間は通年 UTC+8 に、オムスク時間は通年 UTC+7 となった。しかし2014年10月26日に国内の標準時が再び変更されたため、クラスノヤルスク時間は通年 UTC+7 に、オムスク時間は通年 UTC+6 となった。